# Seidenkuskus
Der Seidenkuskus (Phalanger sericeus) ist ein Beuteltier aus der Familie der Kletterbeutler (Phalangeridae), das im mit zwei Unterarten im neuguineischen Zentralgebirge und südlich davon an den Hängen des Mount Bosavi vorkommt. Phalanger sericeus occidentalis lebt westlich von 143° östlicher Breite und die Nominatform lebt östlich davon.

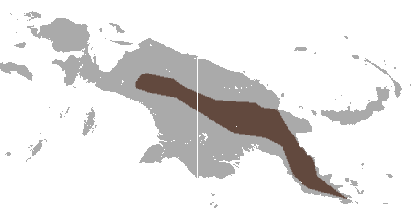
Verbreitungsgebiet

## Merkmale
Der Seidenkuskus erreicht eine Kopfrumpflänge von 37,5 bis 46 cm, hat einen 27 bis 32 cm langen Greifschwanz und erreicht ein Gewicht von 1,7 bis 2,4 kg. Das sehr dichte Fell ist dunkel und seidig glänzend. Der glatte Schwanz ist schwarz, manchmal mit einer kleinen, weißen Spitze. Der Kopf ist mittelgroß mit einer Condylobasallänge von 70 bis 85 mm. Im Oberkiefer ist nur ein Prämolar vorhanden und im Unterkiefer befinden sich ein oder zwei einspitzige Prämolaren. Der Seidenkuskus kann leicht mit dem Bergkuskus (Phalanger carmelitae) verwechselt werden, der das gleiche Verbreitungsgebiet hat. Dessen Schwanz ist aber mit Tuberkeln besetzt, die Schwanzspitze ist immer weiß, im Oberkiefer ist ein zweiter Prämolar vorhanden und im Unterkiefer befinden sich drei einspitzige Prämolaren.

## Lebensraum und Lebensweise
Der Seidenkuskus kommt in primären Bergwäldern in Höhen von 1500 bis 3900 Metern vor. In den von Eichen dominierten Wäldern der Telefomin-Region, wo er sympatrisch mit dem Bergkuskus, Steins Kuskus (Phalanger vestitus) und dem Gleichfarbkuskus (Phalanger gymnotis) vorkommt, ist der Seidenkuskus selten. In Wäldern, die durch menschliche Eingriffe geschädigt werden, weicht der Seidenkuskus in höhere Regionen aus. Die warmen Temperaturen des Tieflandes von Neuguinea verträgt der Seidenkuskus nicht. Die Tiere sind nachtaktiv und verbringen den Tag in Baumhöhlen oder auf dem Erdboden zwischen Steinen oder Baumwurzeln. In einem Jahr nutzen die Tiere etwa 10 bis 20 verschiedene Ruheplätze, die durchschnittlich 100 Meter voneinander entfernt sind. In der Nacht verbringen die Tiere etwa 50 % ihrer Zeit mit der Nahrungsaufnahme, ca. ein Viertel der Zeit ruhen sie und die restlichen Zeit wird vor allem zur Fortbewegung genutzt. Der Seidenkuskus ernährt sich vor allem von Blättern und Früchten, wobei Blätter mehr 90 % der Ernährung ausmachen, während der Rest der aufgenommenen Nahrung aus Früchten besteht. Zu den Nahrungspflanzen des Bergkuskus gehören Acronychia, Elaeocarpus, Eurya, Garcinia, Kasuarinen, Keulenlilien, Litsea, Planchonella, Steineiben, Syzygium und Trema. Die harten Blätter von Schraubenbäumen werden zerkaut und vor dem Verschlucken werden die faserigen Bestandteile ausgespuckt. Über die Fortpflanzung der Tiere ist bisher nur wenig bekannt. Ein Weibchen mit einem kleinen Jungen im Beutel und ein anderes mit einem größeren auf dem Rücken wurden jeweils im Dezember beobachtet. Auf dem Rücken reitende Jungtiere, die im April gewogen wurden, hatten ein Gewicht von 740 bzw. 910 g.

## Gefährdung
Die IUCN schätzt den Bestand des Seidenkuskus als ungefährdet (Least Concern) ein. Die Tiere haben ein großes Verbreitungsgebiet und sind relativ häufig. Hauptbedrohung ist die Bejagung durch den Menschen zur Gewinnung von Bushmeat.

## Belege
1. 1 2 3 4  Kristofer Helgen & Stephen Jackson: Family Phalangeridae (Cuscuses, Brush-tailed Possums and Scaly-tailed Possum). In: Don E. Wilson, Russell A. Mittermeier: Handbook of the Mammals of the World – Volume 5. Monotremes and Marsupials. Lynx Editions, 2015, ISBN 978-84-96553-99-6, S. 492.